# 300 Geraldina
A 300 Geraldina egy kisbolygó a Naprendszerben. Auguste Charlois fedezte fel 1890. október 3-án.